# Dochování kůže

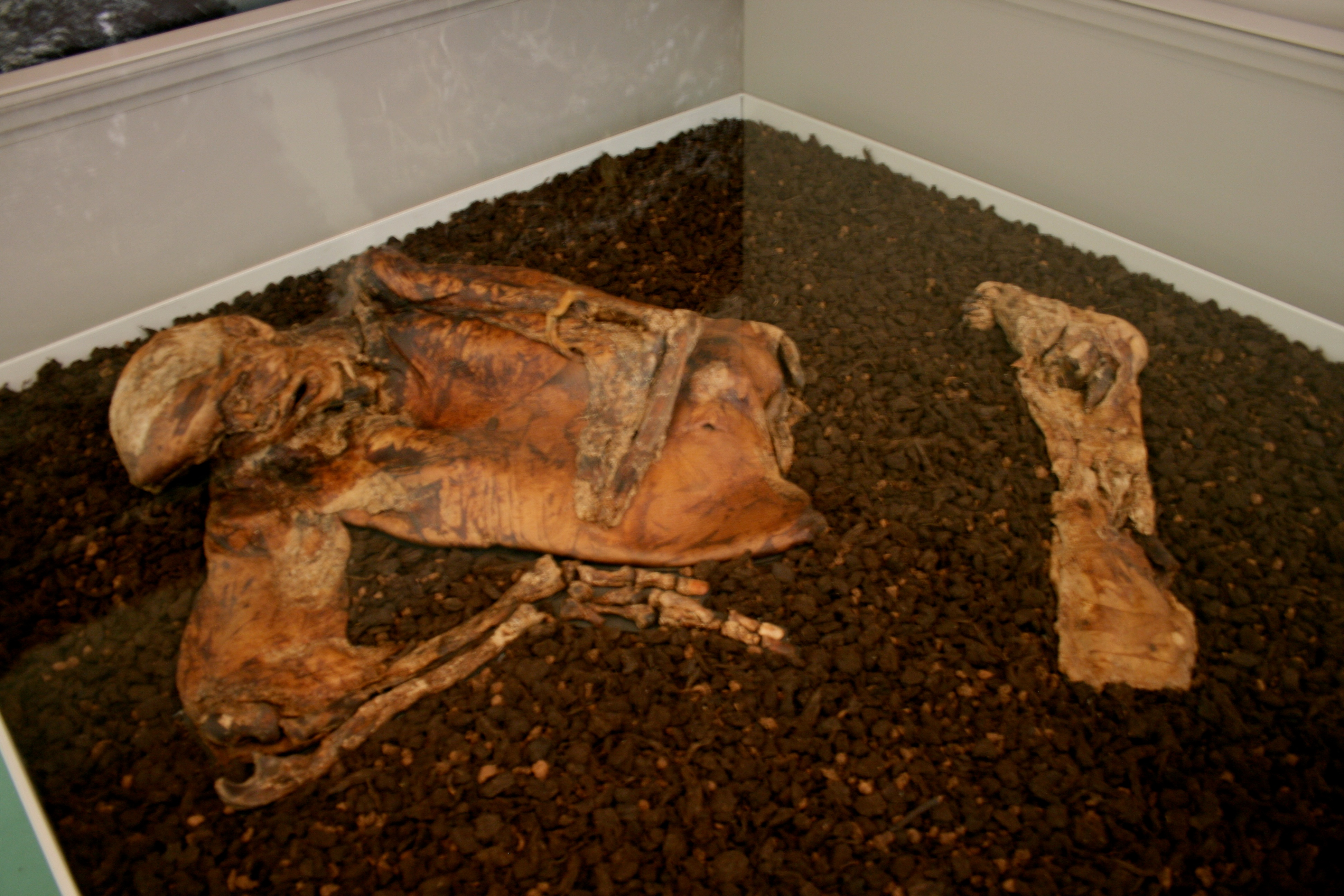
Lindowský muž dochovaný v rašeliništi

Kůže je pro archeology důležitým dokladem minulosti, ale ne vždy se dochová. K jejímu zachování je potřeba speciálních podmínek.

## Faktory ovlivňující dochování kůže
- Klima: Kůže se nám nejlépe zachovává v suchém prostředí, neboť nedostatek vody zabraňuje rozkladu organických látek, takže mnoho destruktivních mikroorganismů nemá možnost vzkvétat. Kůže se velmi dobře dochovává také v ledovcovém prostředí. Naopak nejdestruktivnější je pro ni tropické klima s jejími silnými dešti či vysokými teplotami.
- pH půdy: Kůže se lépe dochovává především v kyselém prostředí, například v rašeliništích.
- Jiné organické materiály: Dobrými konzervanty jsou sůl a měď, neboť zabraňují působení ničivých mikroorganismů.
- Přírodní katastrofy: Jistý vliv (pozitivní či negativní) na dochování kůží mají také přírodní katastrofy, např. vulkanické erupce, kyselé deště, roztávající ledovce, požáry, zemětřesení či silné bouře.

## Mumifikace
Mumifikace je typickým příkladem, jak dobře se kůže může dochovat v suchém prostředí. Jedná se o umělé vysušování těla, kterým mělo být zbráněno jeho přirozenému rozkladu. Balzamovalo se pryskyřicí a olejem. Celý proces mohl trvat až 70 dní.

## Nálezy kůží
Ledový muž Ötzi byl nalezen 19. září 1991 v tyrolských Alpách. Jedná se o nejstarší nalezené lidské tělo na světě. Skvěle se zachovaly například skupiny tetování – většinou modré linie či modrý kříž na vnitřní straně pravého kolena. Dochovalo se také jeho oblečení – např. kožené „legíny“.
Nález kožených (resp. usňových) artefaktů z ulice Česká v Brně:
V letech 2012 a 2013 byl v Brně prováděn archeologický výzkum, během něhož byly v několika odpadních jímkách nalezen úmyslně vyhozený odpadní materiál, ale také téměř kompletní půlpár nízké kotníkové obuvi ze 14. st, který však nebyl vyzvednut vcelku, ale v podobě několika samostatných dílců.